# Johann Zacharias Kneller
Ne pas confondre avec son père Zacharias Kneller (1611-1675).
Pour les articles homonymes, voir Kneller.
Johann Zacharias Kneller, né en 1644 à Lübeck et mort en 1702 à Londres, est un peintre allemand baroque actif en Angleterre, surtout connu comme le frère de Sir Godfrey Kneller.

## Biographie
Selon le Bénézit, Johann Zacharias Kneller naît le 6 octobre 1644 à Lübeck, selon le Bryan's Dictionary et Samuel Redgrave, c'est en 1635. Selon Houbraken son frère est également né à Lübeck. Ils voyagent beaucoup à travers l'Italie, l'Angleterre et les Pays-Bas, et bien que Johan Zacharias est un bon peintre de bâtiments, de paysages et de petits portraits, il n'atteint jamais la renommée de son frère Godfrey Kneller, qui avait été élève de Rembrandt.
Selon le RKD, il est le frère aîné et l'assistant de Godfrey, qui voyage en Italie avec lui pendant les années 1672-1675, et en 1676 déménage à Londres avec lui.
Johann Zacharias Kneller meurt en 1702 à Londres.